# Eugenysa grossa
Eugenysa grossa is een keversoort uit de familie bladkevers (Chrysomelidae). De wetenschappelijke naam van de soort werd in 1758 als Cassida grossa gepubliceerd door Carl Linnaeus.